# Lindbergocapsus planifrons
Lindbergocapsus planifrons är en insektsart som först beskrevs av Knight 1928.  Lindbergocapsus planifrons ingår i släktet Lindbergocapsus och familjen ängsskinnbaggar. Inga underarter finns listade i Catalogue of Life.